# Mondelēz International
Mondelēz International (/ˌmoʊndəˈliːz/; рус. Мондэли́с) — американская транснациональная компания, производитель продуктов питания, образованная в 2012 году в результате разделения Kraft Foods. Штаб-квартира — в Дирфилде (штат Иллинойс, пригород Чикаго). Более трёх четвертей выручки даёт деятельность вне США. Вторая по размеру кондитерская компания в мире на 2017 год (после Mars).

## История
Впервые о планах разделения компании на международный снековый бизнес (занявший около 80 % оборота компании) и бизнес по производству бакалейных товаров в США было объявлено 4 августа 2011 года. Название для новой компании предложено сотрудниками в ходе совместного творческого процесса, неологизм «Mondelēz» предложен по ассоциации со словами фр. monde — «мир» и исп. delicadeza — «деликатес». 23 мая 2012 года акционеры Kraft Foods проголосовали за новое название снековой компании — Mondelēz International. Эта компания стала формальным правопреемником Kraft Foods, а компания Kraft Foods Group, Inc. (в 2014 году ставшая частью The Kraft Heinz Company) считалась новосозданной компанией.
В 2015 году активы компании, связанные с производством кофе (торговые марки Jacobs, Carte Noire и Tassimo), были объединены с нидерландской компанией Douwe Egberts Master Blenders 1753 B.V. в компанию Jacobs Douwe Egberts (JDE). На конец 2017 года доля Mondelēz в JDE составляла 26,5 %.
С 2016 года Mondelēz International прекратила деятельность в Венесуэле из-за высокой политической и экономической нестабильности в стране. Списание венесуэльских активов принесло компании в 2015 финансовом году убыток в $778 млн.
В 2018 году Mondelēz International заняла 117-е место в списке «Fortune 500 крупнейших компаний США по общему доходу».
В том же году компания получила 13—14 % долю в ходе объединения компаний Keurig Green Mountain и Dr Pepper Snapple Group в Keurig Dr Pepper. Основным владельцем объединённых компаний стала группа JAB Holding Co, которая является партнером Mondelēz International по Keurig.
В 2019 году Mondelēz International и другие международные корпорации заключили партнерство с TerraCycle, занимающейся переработкой отходов. Инициатива заключалась в создании единого интернет-магазина, где будет продаваться фирменная продукция брендов-партнеров в упаковке, пригодной для переработки и вторичного использования. Сервис был запущен в Париже и Нью-Йорке.
В 2013 году Mondelēz International начала кампанию полного перехода на какао-бобы Cocoa Life — программа направленная на предоставление возможности компаниям закупать какао-бобы из экологически- и социально-устойчивых регионов, увеличивая тем самым продуктивность существующих фермерских хозяйств, что может поспособствовать укреплению их финансовой стабильности и снизить процент уничтожаемых лесов. Программа реализуется в рамках проекта устойчивого развития поставщиков. В 2019 году Mondelēz International изготавливала 43 % всех брендов шоколада (Milka, Côte D’Or и Cadbury Dairy Milk) из какао-бобов, поставленных в рамках программы. В мае 2019 компания заявила о намерении завершить переход на данный вид сырья к 2025 году, следовательно, такие бренды как Alpen Gold, Toblerone, Lacta и др. также будут изготавливаться исключительно из экологического какао-сырья.

## Собственники и руководство
99,74 % акций в свободном обращении, крупнейшие институциональные инвесторы — The Vanguard Group (5,49 %, более 10 % с взаимными фондами), State Street Corporation (3,99 %), Wellington Management Company LLP (3,73 %), Trian Fund Management LP (3,02 %), BlackRock Fund Advisors (2,95 %).
- Айрин Розенфельд — председатель совета директоров с 2007 года по 31 марта 2018 года, генеральный директор (CEO) с 2006 по 2017 год[12].
- Дирк Ван де Пут — главный исполнительный директор (CEO) с ноября 2017 года. Ранее (с 2011 по 2017 год) возглавлял McCain Foods Limited, производителя замороженных продуктов питания. Прежние места работы включают Novartis AG (2009—2010 годы), Danone SA, The Coca-Cola Company и Mars, Inc.
- Александр Родионов — генеральный директор ООО «Мондэлис Русь» с 1 сентября 2017 года. В период 1995—2012 гг, во время работы в компании Procter&Gamble, Александр занимал руководящие позиции в различных регионах России и за рубежом. С момента прихода в компанию Mondelēz в 2012 году, Александр работал директором по продажам в России, региональным директором по продажам в штаб-квартирах Mondelēz в Дубае (регион EEMEA) и Сингапуре (Азиатско-Тихоокеанский регион, Ближний Восток и Африка).

## Деятельность
В списке крупнейших публичных компаний мира Forbes Global 2000 компания Mondelēz International заняла 188-е место; также в списках Forbes заняла 46-е место среди самых влиятельных брендов и 52-е место среди ведущих инновационных компаний (рейтинги за 2015 год).
Mondelēz International имеет представительства в более чем 80 странах мира, продукция компании производится на 138 предприятиях в 51 стране (из них 57 предприятий в Европе) и продаётся в 160 странах. Число сотрудников на конец 2017 года составляло 83 тысячи человек, из них 12 тысяч в США, 71 тысяча в других странах.
Подразделения компании сформированы по географическому принципу:
- Европа — оборот в 2017 году $9,794 млрд (37,8 %), операционная прибыль $1,68 млрд;
- Северная Америка — оборот $6,797 млрд (26,3 %), операционная прибыль $1,12 млрд;
- Азия, Ближний Восток и Африка — оборот $5,739 млрд (22,1 %), операционная прибыль $516 млн;
- Латинская Америка — оборот $3,566 млрд (13,8 %), операционная прибыль $565 млн.

Продукция делится на пять категорий:
- печенье, чипсы и солёные снеки — 41,6 % выручки (торговые марки Nabisco, Oreo, LU, Belvita и другие);
- шоколад — 31,3 % выручки (торговые марки Cadbury Dairy Milk[англ.], Milka, Toblerone, Alpen Gold и другие);
- жевательная резинка и леденцы — 14 % выручки (Trident[англ.], Halls, Dirol, Stimorol);
- сыр и бакалейные товары — 7,8 % выручки (торговая марка Philadelphia и другие);
- растворимые напитки — 5,3 % выручки (торговая марка Tang[англ.] и другие).

Исследовательские центры компании находятся в Бразилии, Великобритании, Индии, Китае, Мексике, Польше, Сингапуре, США; в них работает 2450 специалистов, расходы на научно-исследовательскую деятельность в 2017 году составили $366 млн (в 2016 году — $376 млн, в 2015 году — $409 млн).
Основные конкуренты: Campbell Soup Company, The Coca-Cola Company, Colgate-Palmolive Company, Danone S.A., General Mills, Inc., The Hershey Company, Kellogg Company, Nestle S.A., PepsiCo, Inc., Mars Inc., Ferrero Group.
| Год                 | 2013  | 2014  | 2015  | 2016  | 2017  | 2018  |
| ------------------- | ----- | ----- | ----- | ----- | ----- | ----- |
| Оборот              | 35,30 | 34,24 | 29,64 | 25,92 | 25,89 | 25,93 |
| Чистая прибыль      | 2,332 | 2,201 | 7,291 | 1,669 | 2,842 | 3,395 |
| Активы              | 72,46 | 66,77 | 62,84 | 61,54 | 62,95 | 62,72 |
| Собственный капитал | 32,37 | 27,75 | 28,01 | 25,16 | 26,07 | 25,71 |

## Деятельность компании в России
Компания ведет деятельность на территории России с 1994 года. С апреля 2013 года интересы компании на российском рынке представляет ООО «Мон’дэлис Русь» (входит в группу компаний Mondelez International). Компания имеет три завода на территории Российской Федерации. Фабрика «Большевик» в Собинке Владимирской области занимается выпуском печенья «Юбилейное» и OREO, бисквитов «Медвежонок Барни» и крекеров TUC. Фабрика в Покрове Владимирской области выпускает шоколад Alpen Gold, «Воздушный», Milka и батончик Picnic. Завод в Великом Новгороде занимается выпуском жевательной резинки Dirol и леденцов Halls.
По итогам 2018 года выручка российского подразделения составила 48,9 млрд рублей, а чистая прибыль составила 4,1 млрд рублей.
В 2019 году Mondelēz была на третьем месте в списке крупнейших производителей кондитерских изделий в РФ.
10 марта 2022 года Mondelez International приостановила инвестиции и рекламу в России в связи с вторжением РФ на Украину. Компания, однако, находится в списке международных спонсоров войны, который ведёт украинское Национальное агентство по предотвращению коррупции.

## Дочерние компании
Основные дочерние компании на 2017 год:
- Mondelēz — основные центры: Великобритания, США, Канада, Китай, Бельгия, Испания, Франция, Германия, Швейцария, Ирландия, Нидерланды, Австрия, Австралия, Сингапур; представительства: Аргентина, Бахрейн, Беларусь, Бельгия, Болгария, Боливия, Бразилия, Венгрия, Вьетнам, Гватемала, Гондурас, Гонконг, Греция, Грузия, Дания, Доминиканская Республика, Египет, Индия, Индонезия, Италия, Казахстан, Коста-Рика, Латвия, Литва, Малайзия, Марокко, Мексика, Никарагуа, Новая Зеландия, Норвегия, ОАЭ, Пакистан, Панама, Перу, Польша, Россия, Сальвадор, Саудовская Аравия, Сербия, Словакия, Словения, Таиланд, Тайвань, Украина, Уругвай, Филиппины, Финляндия, Хорватия, Чехия, Чили, Швеция, Эквадор, Эстония, ЮАР, Япония.
- Kraft Foods — США, Бельгия, Великобритания, Дания, Испания, Финляндия, Франция, Германия, Ирландия, Нидерланды, Норвегия, Литва, Швеция, Швейцария, Индонезия, Сингапур, Тринидад и Тобаго.
- Abades B.V., Aztecanana BV, Gernika, B.V., KTL S. de R.L. de C.V. — Нидерланды.
- Adams Marketing (M) Sdn Bhd — Малайзия.
- Cadbury — Великобритания, Ирландия, Нидерланды, Австралия, Аргентина, Венесуэла, Китай, Гонконг, Индонезия, Малайзия, Ливан, Ботсвана, Гана, Зимбабве, Кения, Мавритания, Нигерия, Свазиленд, ЮАР.
- Chapelat Limited — Свазиленд, ЮАР.
- Confibel SPRL — Бельгия.
- C S Business Services (India) Pvt. Limited, Induri Farm Limited, KJS India Private Limited — Индия.
- Dong Suh Foods Corporation, Migabang Limited Company — Республика Корея.
- El Gallito Industrial, S.A. — Коста-Рика.
- Fattorie Osella S.p.A. — Италия.
- Fulmer Corporation Limited — Багамские Острова.
- Generale Biscuit SAS — Франция.
- Greencastle Drinks, Trebor (Dublin) Limited, Berkeley Re DAC, Alreford DAC — Ирландия.
- Gyori Keksz Kft SARL — Венгрия.
- Nabisco — Аргентина, Китай, Саудовская Аравия, Филиппины.
- Kent Gida Maddeleri Sanayii ve Ticaret Anonim Sirketi — Турция.
- Landers Centro Americana, Fabricantes de Molinos Marca «Corona» S.A. de C.V. — Гондурас.
- Lapworth Commodities Limited — Гана.
- LU (Lefèvre-Utile) — французская компания, прославившаяся производством печенья Petit Beurre. Основана в 1846 году в городе Нант.
- Marabou GmbH, Tobler GmbH, Suchard GmbH, Don Snack Foods Handelsgesellschaft GmbH, Carlton Lebensmittel Vertriebs GmbH — Германия.
- Meito Adams Company Limited — Япония.
- Opavia Lu s.r.o. — Чехия.
- P.T. Cipta Manis Makmur — Индонезия.
- Recaldent Pty Ltd, MacRobertson Pty Limited, Lanes Food (Australia) Pty. Ltd., General Foods Pty. Ltd., A.C.N. 005 088 460 Pty Ltd — Австралия.
- Redbird Services LLC — Уругвай.
- Salzburger Suesswarenfabrik K.G., Mirabell Salzburger Confiserie-und Bisquit GmbH — Австрия.
- Schweppes — Великобритания, Ирландия, Зимбабве.
- Servicios Comerciales Colombia SAS — Колумбия.
- Somerdale Limited, L. Rose & Co., Green & Black’s Limited, Galactogen Products Limited, Ernest Jackson & Co Limited, Craven Keiller, Chromium Suchex, Brentwick Limited — Великобритания.
- Springer Schokoladenfabrik (Pty) Limited — Намибия.
- STE Immobiliere Ibrahim D’Ain Sebaa — Марокко.
- Symphony Biscuits Holdings Pte. Ltd., Kuan Enterprises Pte. Ltd. — Сингапур.
- Taloca GmbH — Швейцария.
- TCI Realty Holdings Inc., MCI Finance Inc., 3072440 Nova Scotia Company, 152999 Canada Inc. — Канада.
- Van Mar SA — Аргентина.
- ООО «Чипсы Люкс» — Украина.
- ООО «Мон’дэлис Русь» — Россия

## Критика
Согласно расследованию, проведённому неправительственной организацией Mighty Earth и опубликованному в сентябре 2017 года, Mondelēz и другие крупные производители шоколада используют в своей продукции какао, незаконно выращенное в национальных парках Кот-д'Ивуара и Ганы, крупнейших стран-производителей какао-бобов. В некоторых национальных парках и других охраняемых законом территориях этих стран более 90 % земель было разработано под выращивание какао-бобов, что привело к резкому сокращению популяций шимпанзе и слонов.